# Kubohutia czarnoogonowa
Kubohutia czarnoogonowa (Mesocapromys melanurus) – gatunek gryzonia z rodziny hutiowatych. W wydanej w 2015 roku przez Muzeum i Instytut Zoologii Polskiej Akademii Nauk publikacji „Polskie nazewnictwo ssaków świata” dla gatunku Mysateles melanurus zaproponowano nazwę kubohutia czarnoogonowa, lecz już po tej publikacji gatunek został włączony do rodzaju Mesocapromys (skrytohutia). M. melanurus jest roślinożercą. Zamieszkuje we wschodniej części Kuby – w zatoce Malagueta i ujściu rzeki Canto, ale zasięg geograficzny występowania gatunku jest mało znany. Międzynarodowa Unia Ochrony Przyrody (IUCN) wymienia Mesocapromys melanurus w Czerwonej księdze gatunków zagrożonych jako gatunek narażony (VU – vulnerable).

## Budowa ciała
W porównaniu z innymi kubańskimi hutiami M. melanurus ma ciemne futro. Długi włos okrywowy ma wybarwienie ciemnobrązowe lub prawie czarne. Podstawa włosów podszerstka jest jasnobrązowa, a ich końce blond. Sierść szyi i podbródka jest jaśniejsza od tułowia. Część łonowa ma łaty żółtawobiaławego koloru. Ogon jest pokryty długimi czarnymi włosami. Ogon jest chwytny i ma wymiar w przybliżeniu równy 80% długości tułowia wraz z głową. W porównaniu w pozostałymi kubańskimi hutiami M. melanurus ma długi ogon, osiągający nawet ponad 32 cm. Poduszki łap przednich i tylnych są białawe lub lekko różowawe. Przednie łapy są zakończone czterema palcami, a tylne pięcioma.
|                                | średni wymiar |
| ------------------------------ | ------------- |
| długość ciała z głową i ogonem | 309–378 mm    |
| długość ogona                  | 212–322 mm    |
| masa ciała                     | do 1,6 kg     |

## Tryb życia
M. melanurus wiodą nocny tryb życia. Wykazują aktywność między godziną 22.00 a 4.00 (rozpoczyna się o zachodzie słońca). Są socjalne, często były obserwowane w parach mieszanych lub w grupach rodzinnych.

### Rozród
M. melanurus rodzi 1–2 młode w miocie. Szczyt reprodukcji przypada w lutym-marcu. Samce osiągają dojrzałość płciową po osiągnięciu masy ciała około 870 g, a u samic naukowcy stwierdzali owulację przy masie ciała 450–500 g.

## Rozmieszczenie geograficzne
Zamieszkuje we wschodniej części Kuby – w zatoce Malagueta i ujściu rzeki Canto, ale zasięg geograficzny występowania gatunku jest mało znany.

## Ekologia
M. melanurus są roślinożercami. Żerują na drzewach owocowych, a prawdopodobnie chętnie jadają ogonki liściowe drzew cytrusowych. Populacja z Gusia w stanie Granma żeruje na 17 gatunkach roślin – głównie roślin uprawnych, między innymi na: Pisonia aculeata z rodziny nocnicowatych, Clusia rosea z rodziny kluzjowatych, Trophis racemosa z rodziny morwowatych i koralodrzewie Erythrina poeppigiana. Badania ilościowego składu wykazały, że 41,6% pożywienia badanej populacji stanowiły fragmenty roślin różowych (Rosidae), a 25% – ukęślowych (Dilleniidae).

### Siedlisko
M. melanurus zasiedla górzyste lasy deszczowe i lasy półzimozielone o wapiennych lub wapnistych podłożach, także w obrębie obszarów uprawnych. Populacja z okolic Palma del Perro i Arroyo Colorado – do budowy gniazd i żerowania – używała: mango indyjskie z rodziny nanerczowatych, koralodrzew Erythrina poeppigiana, Guapira obtusata z rodziny nocnicowatych, pigwicę właściwą z rodziny sączyńcowatych i Amyris balsamifera z rodziny rutowatych.

## Ochrona
Miejscowa ludność na Kubie uważa M. melanurus za szkodnika upraw. Międzynarodowa Unia Ochrony Przyrody (IUCN) wymienia Mesocapromys melanurus w Czerwonej księdze gatunków zagrożonych jako gatunek narażony (VU – vulnerable).